# Maria Rizzotti
Maria Rizzotti, detta  Mariella  (Firenze, 8 novembre 1953), è una politica italiana, senatrice dapprima per Il Popolo della Libertà e poi per Forza Italia.

## Biografia
Specialista in chirurgia plastica, alle elezioni politiche del 2008 è eletta al Senato nelle liste del Popolo della Libertà nella circoscrizione Piemonte, è riconfermata nel 2013. Il 16 novembre seguente, con la sospensione delle attività del Popolo della Libertà, aderisce a Forza Italia. Inizia poi a frequentare il cosiddetto "cerchio magico" di Silvio Berlusconi composto da Mariarosaria Rossi, Francesca Pascale, Deborah Bergamini e Giovanni Toti difatti seguendo con loro il Cavaliere nella campagna elettorale per le elezioni regionali del 2015.
Nel 2018 viene rieletta al Senato nel Collegio plurinominale Piemonte - 02. Nella XVII legislatura diventa vicepresidente della XIIª Commissione permanente (Igiene e sanità) dal 7 maggio di quell'anno e membro della Commissione parlamentare per l'infanzia e l'adolescenza dal 19 luglio; fa anche parte della delegazione parlamentare italiana presso l’Assemblea del Consiglio d'Europa.
Nel dicembre 2019 è tra i 64 firmatari (di cui 41 di Forza Italia) per il referendum confermativo sul taglio dei parlamentari: pochi mesi prima i senatori berlusconiani avevano disertato l'aula in occasione della votazione sulla riforma costituzionale.
Nell'estate del 2021 diventa vicepresidente del gruppo del Partito Popolare Europeo nel Consiglio d'Europa.
Alle elezioni politiche anticipate del 25 settembre 2022 viene candidata per il Senato come capolista di Forza Italia nel collegio plurinominale Piemonte - 01 senza essere rieletta.